# Tour della nazionale maschile di rugby a 15 dell'Italia 2017
Nel giugno 2017 la nazionale italiana di rugby allenata da Conor O'Shea intraprese un tour tra Asia ed Oceania dopo il Whitewash nel Sei Nazioni precedente.
Vennero programmati tre test match in altrettante destinazioni: a Singapore contro la Scozia, a Suva contro Figi e a Brisbane contro l'Australia.
O'Shea selezionò un gruppo di 31 Azzurri; tra le novità vi furono: i ritorni di Barbieri e Tebaldi, quest'ultimo assente dal lontano 2014, gli esordienti Pasquali, Bigi, Luus (sudafricano già nazionale Under-20) e Budd. A causa dell'assenza di Parisse, capitano della spedizione fu designato Edoardo Gori. Ghirladini, Cittadini e Favaro gli altri assenti di rilievo. La nazionale italiana si radunò l'ultima settimana del mese di maggio al centro di preparazione olimpica dell'Acqua Acetosa “Giulio Onesti” in vista della partenza per la tournée di metà anno prevista per il 1º giugno da Roma.

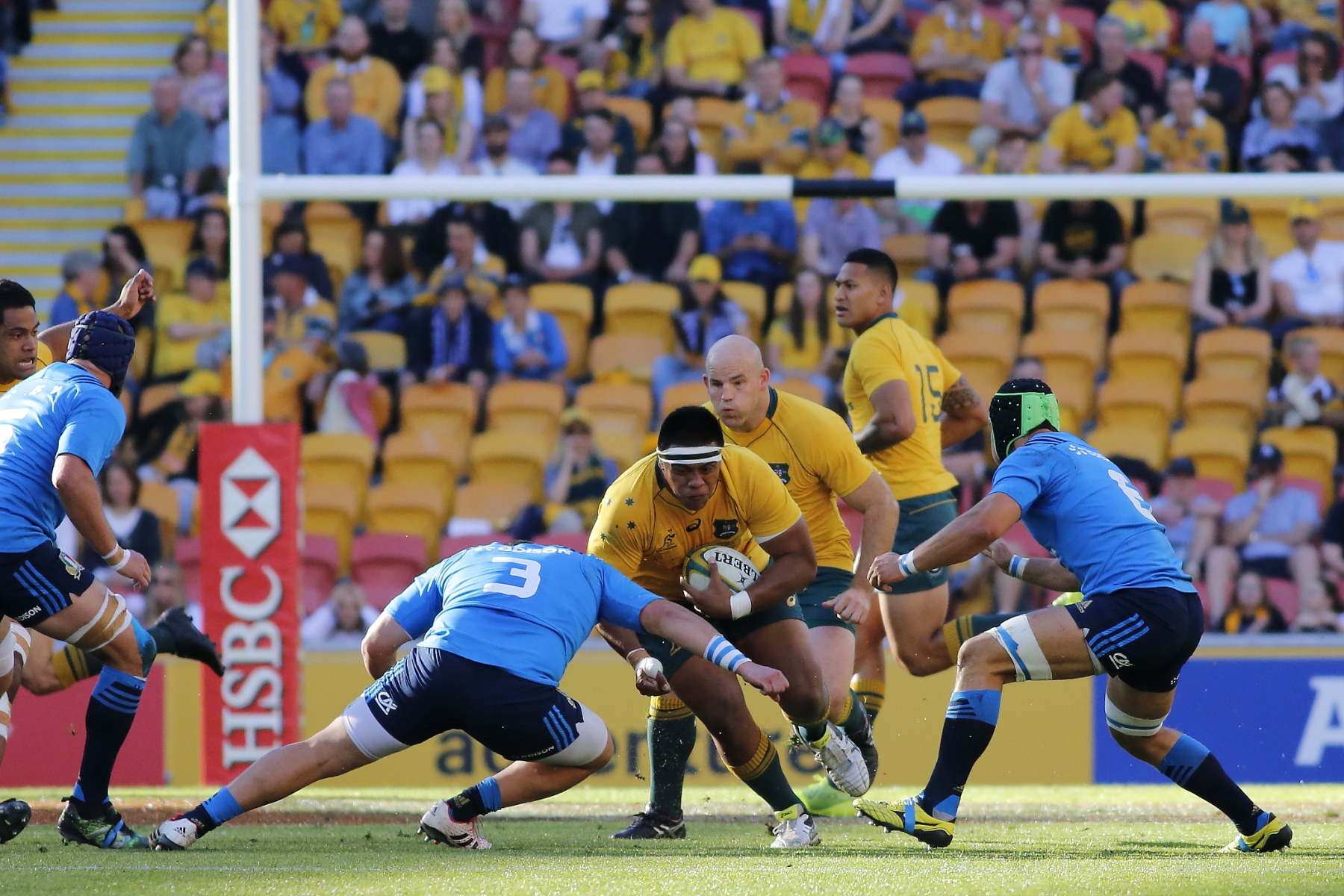
Una fase di – Italia a Brisbane

Il 10 giugno allo stadio nazionale di Singapore, gli scozzesi, all'epoca numero 5 del ranking World Rugby, batterono l'Italia 34-10 grazie a due mete marcate a ridosso dell'intervallo e una ad inizio ripresa.
Una settimana più tardi, il 17 giugno a Suva, i Flying Fijians ebbero ragione degli Azzurri solo allo scadere, quando ormai la partita era incanalata sul 19 pari: un drop-goal all'ultimo minuto di Ben Volavola diede agli isolani la vittoria per 22-19.
Tutt'altra partita, invece, il 24 giugno al Lang Park di Brisbane: per nulla intimorita dall'Australia, l'Italia affrontò l'avversaria senza concederle punti facili e, anzi, ribattendo con tre mete e due calci piazzati, tanto da essere sotto di un solo punto (27-28) a due minuti dalla fine dell'incontro; tuttavia due mete australiane, di Foley e Hodge, al 78’ e all'80’, portarono lo score degli Wallabies a 40; per l'Italia si trattò dell'ottava sconfitta consecutiva nel 2017 e nona in assoluto.

## Risultati
| Arbitro: | Paul Williams |

|                                               |      |                             |
| Price 8’ Visser 41’ Ford 43’, 50’ Hoyland 74’ | mt   | 65’ Campagnaro 80’ Esposito |
| Taylor 41’ Russell 43’ Horne 74’              | tr   |                             |
| Russell 6’                                    | c.p. | 9’ Allan                    |

| Arbitro: | Marius v.d. Westhuizen |

|                                    |      |                         |
| Vasiteri 4’ Vatubua 16’ Goneva 44’ | mt   | 55’ Mbanda              |
| Volavola 4’, 16’                   | tr   | 55’ Allan               |
|                                    | c.p. | 7’, 15’, 26’, 76’ Allan |
| Volavola 80’                       | drop |                         |

| Arbitro: | Matthew Carley |

|                                                     |      |                                           |
| Naivalu 14’, 44’ Folau 17’, 30’ Foley 78’ Hodge 80’ | mt   | 35’ Campagnaro 63’ Padovani 68’ Benvenuti |
| Foley 14’, 17’, 30’, 44’, 78’                       | tr   | 35’, 63’, 68’ Allan                       |
|                                                     | c.p. | 2’, 27’ Allan                             |